# Fürsten-Hotel (Berlin)

Das Fürsten-Hotel am Gendarmenmarkt in Berlin, Ecke Markgrafenstraße / Französische Straße, 1906

Das Fürsten-Hotel war in der wilhelminischen Epoche ein Mittelklassehotel am Gendarmenmarkt in Berlin mit der Adresse Markgrafenstraße Nr 49 (seit ca. 1914: Nummer 41). Das Hotel bestand nur wenige Jahre, von 1906 bis 1909.

## Der Standort Markgrafenstraße 49

Lageplan des Fürsten-Hotels
Karte: Sineck, 1882

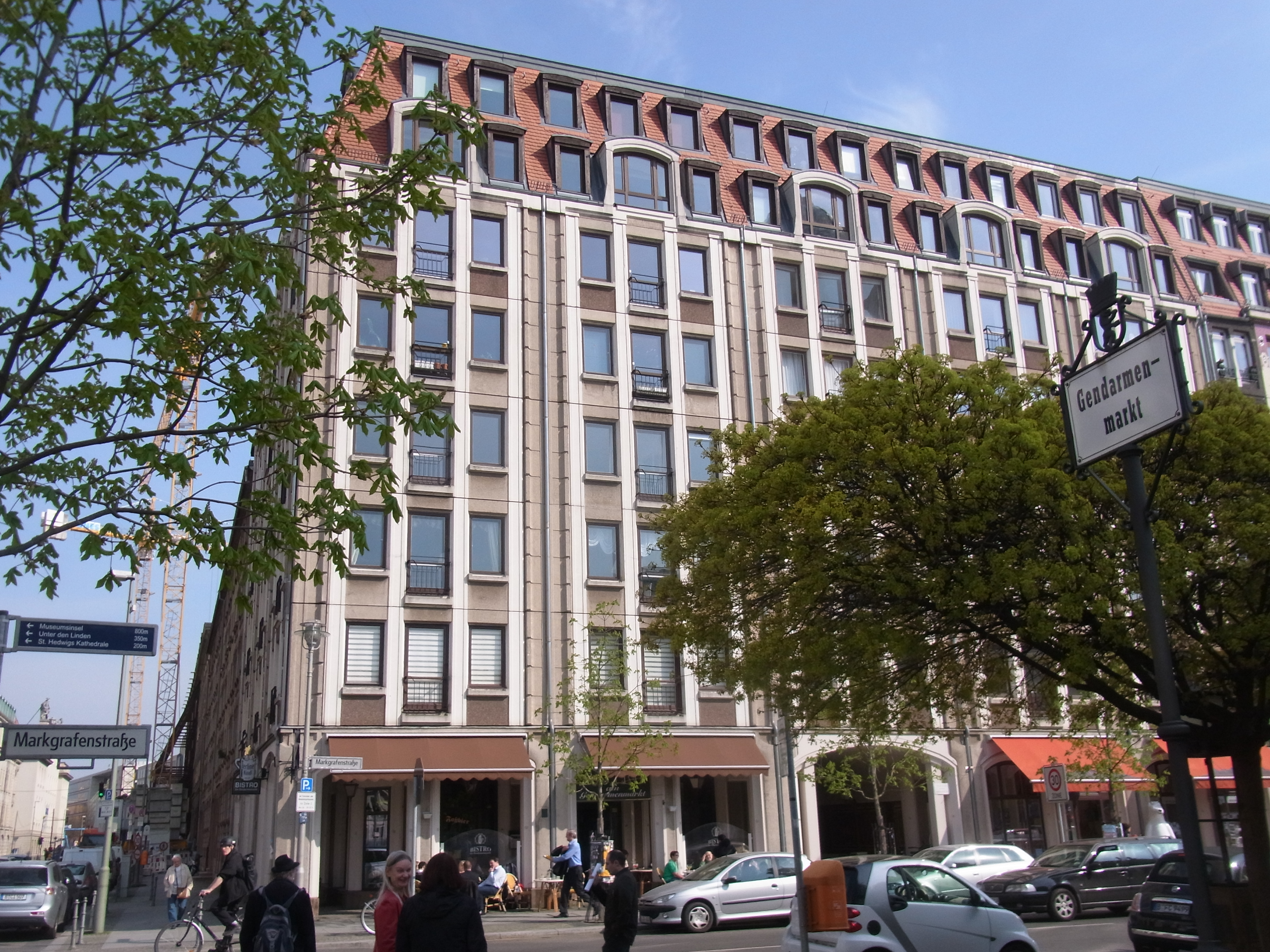
Das Eckhaus Markgrafenstraße / Französische Straße, 2014

Das Haus mit der Adresse Markgrafenstraße Nr. 49 stand an der nordöstlichen Ecke des Gendarmenmarkts an der Kreuzung mit der Französischen Straße, direkt gegenüber dem Französischen Dom, einem ausgezeichneten Standort für ein Hotel. Hier hatte 1851–1883 bereits Scheible’s Hotel seine Gäste empfangen.
Das ältere Gebäude, in dem Scheible's Hotel untergebracht gewesen war und das der Architekt Carl von Gontard errichtet hatte, wurde (wie dem Berliner Adressbuch des Jahres 1884 zu entnehmen ist) von dem damaligen Eigentümer, C. Maeder, vollständig umgebaut. Aus dem dreigeschossigen Bauwerk wurde dabei ein fünfgeschossiger Prachtbau im Stil der wilhelminischen Epoche. Scheible’s Hotel stellte im Zusammenhang mit dieser Baumaßnahme seinen Betrieb ein. In dem Haus, weiterhin im Besitz von Maeder (jetzt als Rentier) bezeichnet, nahm nun die India-Faser-Manufaktur von A. W. Gluthmann ihre Produktion auf und ein kleiner Beherbungsbetrieb bot seine Dienste an, die Pension Heinritz, benannt nach ihrer Inhaberin A. Schmidt-Heinritz. Außerdem wohnten drei wohlhabende Familien darin (Fabrikbesitzer, Bankiers).

## Das Fürsten-Hotel
Im Jahr 1904 befand sich die Immobilie im Eigentum des Rentiers und ehemaligen Möbelfabrikanten M. Markiewicz aus der Königgrätzer Straße, die Textil-Manufaktur war verschwunden. Danach verpachtete Markiewicz das Haus an den Hotelier Heinrich Quitz, der es komplett zu einem größeren Hotel umgestalten ließ und es Ende 1905/Anfang 1906 als Fürsten-Hotel neu eröffnete. Quitz hatte zuvor 1899–1905 das Hotel Fürstenhof am Leipziger Platz Nr. 2 betrieben. Da dieses Hotelgebäude vom expandierenden Gastronomie-Unternehmen Aschinger aufgekauft und zu einem großen Luxushotel umgebaut worden war, suchte Heinrich Quitz einen neuen Standort für seinen Hotelbetrieb und fand ihn im Haus Markgrafenstraße 49. Für das Hotel wählte er bewusst den an das Hotel Fürstenhof erinnernden Namen Fürsten-Hotel. Das Hotel hatte jedoch nur zwischen 1906 und 1909 Bestand, also rund vier Jahre. Heinrich Quitz hatte sich ab 1911 nach Schmargendorf zurückgezogen.

## Nachnutzung des Hauses und des Standorts
Ab dem Jahr 1911 gab es unterschiedliche Nutzer des Hauses: 1911 und in den Folgejahren waren die Kunsthandlung A. Markiewicz und eine Möbelhandlung dort präsent. Bis zum Jahr 1914 erhielten die Parzellen der Markgrafenstraße eine neue Nummerierung, das hier beschriebene Haus ist seitdem die Nummer 41. In den 1930er Jahren war die Bank für Auswärtigen Handel AG Eigentümer und Nutzer der Immobilie. Im Jahr 1943, kurz vor der Zerstörung des Gebäudes, befand es sich im Besitz der Deutschen Landesrentenbank, die auch das nebenstehende Haus Markgrafenstraße 40 erworben hatte.
Der wilhelminische Bau von 1884 wurde im Zweiten Weltkrieg zerstört. Das Grundstück Markgrafenstraße 41 wurde nach Beseitigung der Kriegstrümmer zur DDR-Zeit mit einem größeren Wohn- und Geschäftshaus in einer modifizierten Plattenbauweise neu bebaut. Dort befinden sich seit den 1990er Jahren Wohnungen sowie im Erdgeschoss das Restaurant Bistro am Gendarmenmarkt.